# Altstadt (Ortsname)
Altstadt ist ein Ortsname. Er bezieht sich oft, teils auch nur umgangssprachlich, auf einen historischen Stadtkern, nachdem sich die Stadt auf Vorstädte und durch Eingemeindung auch weitere Gemeinden ausgedehnt hat. Der Ortsname kann aber auch schlicht „Alte Stadt“ bedeuten. Er setzt sich zusammen aus dem Grundwort „-stadt“, das ab dem 12. Jahrhundert für eine zumeist befestigte Siedlung mit Marktrecht und Selbstverwaltung stand, und dem Bestimmungswort „Alt-“. Namensvarianten sind u. a. Altenstadt und Altstätten.

## Orte und Ortsteile abseits historischer Stadtzentren

### Deutschland
- Altstadt (Bayreuth), Stadtteil von Bayreuth, Bayern
- Altstadt (Hachenburg), Stadtteil von Hachenburg, Rheinland-Pfalz
- Altstadt (Kirkel), Ortsteil von Kirkel, Saarland
- Altstadt (Ostritz), Ortsteil von Ostritz, Sachsen
- Altstadt (Rottweil), Stadtteil von Rottweil, Baden-Württemberg
- Altstadt (Stolpen), Ortsteil von Stolpen, Sachsen

### Österreich
- Altstadt (Gemeinde Matrei am Brenner), Ort in der Gemeinde Matrei am Brenner, Tirol

### Polen
(nach deutschem Landkreis-ABC)
- Altstadt, Kreis Kolberg, Pommern, seit 1945: Budzistowo, Powiat Kołobrzeski, Woiwodschaft Westpommern
- Altstadt, Kreis Mohrungen, Ostpreußen, seit 1945: Stare Miasto (Stary Dzierzgoń), Powiat Sztumski, Woiwodschaft Pommern
- Altstadt, Kreis Neustadt, Oberschlesien, seit 1945: Stare Miasto (Biała), Powiat Prudnicki, Woiwodschaft Oppeln
- Altstadt, Kreis Osterode, Ostpreußen, seit 1945: Stare Miasto (Dąbrówno), Powiat Ostródzki, Woiwodschaft Ermland-Masuren
- Altstadt, Kreis Ueckermünde, Pommern, seit 1945: Podgrodzie (Nowe Warpno), Powiat Policki, Woiwodschaft Westpommern

### Tschechien
- Altstadt, Ortsteil von Náchod, siehe Staré Město nad Metují
- Ober Altstadt, Ortsteil von Trutnov, siehe Horní Staré Město
- Altstadt bei Neuhaus, Gemeinde, siehe Staré Město pod Landštejnem
- Mährisch Altstadt, Stadt, siehe Staré Město pod Sněžníkem
- Altstadt, Gemeinde, siehe Staré Město u Bruntálu
- Altstadt, Gemeinde, siehe Staré Město u Frýdku-Místku
- Altstadt bei Ungarisch Hradisch, Stadt, siehe Staré Město u Uherského Hradiště
- Altstadt, Ortsteil von Bílovec, siehe Stará Ves (Bílovec)

## Ortsteile als historische Stadtzentren

### Deutschland
- Abenberger Altstadt
- Augsburger Altstadt
- Altstadt (Bamberg), Stadtteil von Bamberg
- Berlin-Charlottenburgs Altstadt Charlottenburg
- Berlin-Köpenicks Altstadt Köpenick
- Berlin-Spandaus Altstadt Spandau
- Bornaer Altstadt
- Brandenburger Altstadt
- Braunschweiger Altstadt
- Bremer Altstadt
- Büdingen-Altstadt
- Celle-Blumlage/Altstadt
- Darmstädter Altstadt
- Dohnaer Altstadt
- Dorfener Altstadt
- Dresdens Innere Altstadt, Stadtteil im Stadtbezirk Altstadt und Teil von Altstadt (Gemarkungen)
- Düsseldorfer Altstadt
- Emdens Altstadt
- Erfurter Altstadt
- Eschweiler Altstadt
- Euskirchener Altstadt
- Flensburger Altstadt
- Frankfurt-Altstadt, Frankfurt am Main
- Frankfurt am Main, Höchst: Höchster Altstadt
- Altstadt von Freiburg im Breisgau
- Altstadt von Freistadt
- Freisinger Altstadt
- Görlitzer Altstadt
- Altstadt von Halle (Saale)
- Hamburg-Altstadt
- Hamburg-Altona-Altstadt
- Hannoveraner Altstadt
- Heidelberger Altstadt
- Herforder Altstadt
- Hückeswagener Altstadt
- Ingolstadts Altstadt Nordost, Altstadt Nordwest, Altstadt Südost und Altstadt Südwest
- Kieler Altstadt
- Koblenz-Altstadt
- in Köln die Stadtteile Altstadt-Nord und Altstadt-Süd
- Lübecker Altstadt
- Lüneburger Altstadt
- Magdeburger Altstadt
- Mainz-Altstadt
- Meininger Altstadt
- Meißner Altstadt
- Merkendorfer Altstadt
- Mülheim an der Ruhr mit Altstadt I und Altstadt II
- Münchner Altstadt
- Passauer Altstadt
- Pirnaer Altstadt
- Plauener Altstadt
- Rostocker Altstadt
- Schongauer Altstadt
- Schwarzenberger Altstadt, Schwarzenberg/Erzgeb.
- Schweinfurter Altstadt
- Schweriner Altstadt
- Stolberger Altstadt
- Altstadt (Stralsund), Stadtgebiet und Stadtteil von Stralsund
- Trierer Stadtbezirk Altstadt, Teil des Ortsbezirkes Trier-Mitte/Gartenfeld
- Weidener Altstadt
- Weimarer Altstadt
- Weißenburger Altstadt
- Wetzlarer Altstadt
- Wismarer Altstadt
- Würzburger Altstadt

### Österreich
- Altstadt von Graz
- Hall-Altstadt, Hall in Tirol
- Innsbruck-Altstadt
- Altstadt von Krems
- Linzer Altstadt
- Rottenmanner Altstadt
- Historisches Zentrum der Stadt Salzburg mit Salzburger Altstadt (links) und Salzburger Altstadt (rechts)
- Altstadt von Wien
- Zeller Altstadt, Zell am See

### Schweiz
- Altstadt Grossbasel, Basel
- Altstadt Kleinbasel, Basel
- Berner Altstadt
- Altstadt von Biel/Bienne
- Altstadt von Rapperswil, Kanton St. Gallen
- Winterthurer Altstadt
- Altstadt von Zürich

### Ehemaliger deutscher Sprachraum
- Danziger Altstadt
- Altstadt in Gliwice
- Königsberger Altstadt
- Prager Altstadt